# بينينفارينا
بينينفارينا (بالإنجليزية: Pininfarina)‏ هي شركة تصميم سيارات إيطالية مستقلة تأسست عام 1930 ويقع مقرها في كامبيانو، تورينو. أسسها باتيستا بينين فارينا (Battista "Pinin" Farina ) والمولود في 1930 والمتوفي في عام 2012.

## وصلات خارجية
- الموقع الإلكتروني
- الموقع الرسمي
- Pininfarina Sverige
- Foster، Patrick R. (Winter 2001). "Nashes With an Italian Accent" (PDF). FORWARD: The American Heritage of DaimlerChrysler: 33–37. مؤرشف من الأصل (PDF) في 2006-04-28. اطلع عليه بتاريخ 2014-06-19.
- BMC 1800 & 1100 - detail on these influential design proposals
- The Cisitalia 2002 at the متحف الفن الحديث in ولاية نيويورك.
- Cisitalia Museum
- The Keating Hotel in downtown سان دييغو.
- Pininfarina Wine
- Pininfarina at coachbuild.com